# Кондратьев, Иван Васильевич
Ива́н Васи́льевич Кондра́тьев (1803, Олонец, Олонецкая губерния — 1850, Олонец, Олонецкая губерния) — краевед, этнограф, один из первых исследователей топонимии Олонецкой губернии.

## Биография
Родился в зажиточной карельской семье. Работал приказчиком на лесопильных заводах Олонецкого уезда.
Автор проектов осушения болот в Олонецком уезде, строительства судоходного канала между реками Свирь и Олонка, очерков о состоянии лесопильного производства края.
С середины 1830-х годов опубликовал несколько работ по истории и топонимике Олонецкой губернии.
Автографы сочинений хранятся в Российском государственном историческом архиве.

## Сочинения
- Записка о кореляках-раскольниках
- Записка об Олонце
- Записка о высочайших проездах